# Hymenophyllum gracilescens
Hymenophyllum gracilescens är en hinnbräkenväxtart som beskrevs av Karel Domin. Hymenophyllum gracilescens ingår i släktet Hymenophyllum och familjen Hymenophyllaceae. Inga underarter finns listade.